# Сафонов Кирило Леонович
Кирило Леонович Сафонов (нар.. 21 червня 1973, село Єрмаковське, Красноярський край, Російська РФСР, СРСР) — російський і ізраїльський актор театру, кіно і дубляжу.

## Біографія
Кирило Леонович Сафонов народився 21 червня 1973 року в східно-сибірському селі Єрмаковське Красноярського краю в єврейській родині. Шкільні роки Кирила пройшли у Львові, куди сім'я переїхала, коли йому ще не було семи років. Його мати — Галина Семенівна, вчителька російської мови і літератури, пише вірші та прозу. У 1980-ті роки працювала директором Львівського палацу піонерів, де юний Кирило відвідував різні гуртки, виступав на концертах з читанням віршів. 1985 року його батьки розлучилися. Після розлучення мати сама виховувала трьох дітей — Кирила та двох його сестер.1 вересня 1991 року вступив на навчання до Львівського СПТУ-57, за спеціальністю «Водій автомобіля кат. С із кваліфікацією автослюсаря» (група № 50, кл.керівник Ощіпко М. М.,майстер виробничого навчання Задорожний О. О.), яке закінчив 30 червня 1992 року. На початку 1990-х років родина повернулася до Красноярського краю. В даний час мама і сестри живуть в Ашкелоні (Ізраїль).
Актором Кирило мріяв стати з дитинства. Одна з перших ролей в житті — роль городничого в шкільному спектаклі. У 1993 році вступив на театральний факультет Красноярського державного інституту мистецтв, де провчився один рік, після чого перевівся до Москви на другий курс ГІТІСу. У 1997 році, зірвавши генеральну репетицію дипломного спектаклю, був відрахований з четвертого курсу РАТІ (ГІТІС, майстерня А. Гончарова).
З 1997 по 1999 рік служив в Московському академічному театрі імені Володимира Маяковського, потім в Московському драматичному театрі ім. К. С. Станіславського в групі режисера Володимира Мірзоєва. З 1999 по 2001 рік на запрошення актора Леоніда Каневського Кирило Сафонов працював в ізраїльському театрі «Гешер». До Тель-Авіва він поїхав з дружиною і дочкою. На той час там уже проживали його мама і сестри з сім'ями. За два місяці Кирило вивчив іврит, що до сих пір вважає одним зі своїх досягнень . Кирило Сафонов крім російського громадянства має також громадянство Держави Ізраїль. В даний час актор проживає як в Ізраїлі, так і в Москві. Знімається в російському і ізраїльському кінематографі. В останні роки затребуваний також як і театральний актор. Кирило озвучив більше однієї тисячі фільмів (voiceover), співпрацював з російськомовними каналами ізраїльського телебачення, телеканалом Hallmark і компанією Warner Brothers.
26 червня 2016 року, відбувся режисерський дебют Сафонова. Він представив на Московському Міжнародному кінофестивалі, у рамках конкурсу короткого метра, свою дебютну стрічку «Четвертий». Прем'єра пройшла при повному аншлагу . Далі в цьому році, в рамках кінофестивалю Золотий Фенікс за короткометражний фільм «Четвертий», Кирило Сафонов отримав приз Дебют «Рубіновий Фенікс» імені Юрія Гагаріна.
Актор також пише вірші, захоплюється співом, живописом (десять років виставлявся на вернісажах) і фотографією, любить активний відпочинок.

## Особисте життя
- Перша дружина — Олена (померла 05.06.2018), до акторської професії відношення не мала. Шлюб тривав з 1991 по 2001 роки.[5][8] .
  - Дочка — Анастасія (нар.. 27 липня 1994)[15], проживає в США[5][8].
- Друга дружина — Олександра Савельєва, російська співачка, колишня солістка поп-групи «Фабрика». Кирило і Олександра одружилися 17 квітня 2010 року в садибі Царицино, в Катерининському залі Оперного будинку[5][8].
  - Син — Леон (нар.. 22 березня 2019).

## Творчість

### Ролі в театрі

#### Московський академічний театр імені Володимира Маяковського
- 1997 — «Діти Ванюшина» (за однойменною п'єсою Сергія Найдьонова; режисер — Андрій Гончаров) —  Костянтин
- 1998 — «Собачий вальс» (за однойменною п'єсою Леоніда Андрєєва; режисер — Юрій Іоффе) —  Генріх Тілле

#### Московський драматичний театр ім. К.С.Станіславського
- 1998 — «Приборкання норовливої» (за однойменної п'єси Вільяма Шекспіра; режисер — Володимир Мірзоєв) — Баптиста, богатий шляхтич з Падуї[16]
- 1999 — «Дванадцята ніч» (за п'єсою «Дванадцята ніч, або Як собі хочете» Вільяма Шекспіра; режисер — Володимир Мірзоєв) — Антоніо, капітан, товариш Себастьяна[17]

#### Театр «Гешер» (Ізраїль)
- 1999—2001 — «Море»[18] (за п'єсою «Кьуоджінські перепалки» Карло Ґольдоні; режисер — Євген Ар'є) — Тіто Нане
- 1999—2001 — «Диявол у Москві»[19] (за романом «Майстер і Маргарита» Михайла Булгакова; режисер — Євген Ар'є) — Левій Матвій
- 2001 — «Мадемуазель Жюлі»[20] (за однойменною п'єсою Августа Стріндберга; режисер — Йосі Ізраелі) — житель села

#### Московський театр «Імперія зірок»[21]
- 2008 — «Листоноша завжди дзвонить двічі» (антреприза за однойменним романом Джеймса Кейна; режисер — Олександр Марін) — Френк Чамберс[22]

#### Театральна компанія «Сінтрі» (Москва)
- 2011 — «Синя троянда» (антреприза за п'єсою «Скляний звіринець» Теннессі Вільямса; режисер — Олександр Марін) — Том Вінгфілд, поет, вимушений працювати на складі взуттєвого магазину[23]

#### «Современник»
- 2015 — «Двоє на гойдалках» (Гібсон, режисер Галина Волчек) — Джеррі Райн

### Фільмографія
- 2002 — Вечір врятованих (Ізраїль) — Анджей Рубінштейн[10]
- 2003 — Птахові все одно
- 2004 — Під знаком «Венус»
- 2005 — Напівросійська історія (Sipur Hatzi-Russi, Ізраїль) — Роман (головна роль)
- 2007 — Криза Віри — Антон (головна роль)
- 2007 — Дякую за любов — Льоня, приятель Лари
- 2007 — Тетянин день — Сергій Никифоров (головна роль)
- 2008 — Двоє під дощем — Олег (головна роль)
- 2008 — Мій осінній блюз — Максим (головна роль)
- 2009 — Ще один шанс (Росія, Україна) — Микола Черкасов (головна роль)
- 2009 — Журов (фільм № 1 «Теорема Лобачевського», серії № 1-2) — Леонід Леонідович Пилаєв, олігарх
- 2009 — Ведмежий кут — Дмитро Зорін (головна роль)
- 2009 — Чудо — Денис Сотников (головна роль)
- 2009 — Правило лабіринту. Плацента — Андрій (головна роль)
- 2009 — Охоронець 3 — Борис Аркадійович Рюмін (головна роль)
- 2009 — Приватний розшук полковника у відставці — Гліб Захарович
- 2010 — Погоня за тінню — Сергій Михайлович Соболєв, підполковник (головна роль)
- 2010 — Військова розвідка. Західний фронт (фільм № 4 «Казимир») — польський агент радянської розвідки «Казимир»
- 2011 — Пілот міжнародних авіаліній — Микола Мечников (головна роль)
- 2011 — Бабло — Григорій, бізнесмен
- 2011 — Умови контракту — Олег Архипов (головна роль)
- 2011 — Збережені долею — Георгій Павлович Толлер
- 2011 — Короткий курс щасливого життя — Петро Олексійович Широков (головна роль)
- 2012 — Повернення — Андрій Томілін (головна роль)
- 2012 — Загублені в лісах — Володимир Красов (головна роль)
- 2012 — Спокута — Руслан (головна роль)
- 2012 — Випадкові знайомі — Олександр (головна роль)
- 2013 — Умови контракту 2 — Олег Архипов (головна роль)
- 2013 — Погана кров — Федір Олексійович Костомаров, молодший брат Івана
- 2014 — Хороші руки — Сергій Володимирович Ружников (головна роль)
- 2014 — Посмішка пересмішника — Кирило Кручинін (головна роль)
- 2014 — Нова дружина — Гоша
- 2015 — Закохані жінки — Марк (головна роль)
- 2015 — Ці очі навпроти — Анатолій Дмитрович Зарубін (головна роль)
- 2017 — Штрафник — Гнат Бєлов (головна роль)
- 2017 — Дівчата не здаються — Роман Андрійович Корнєєв, керівник клініки пластичної хірургії, чоловік Дар'ї Петрівни
- 2018 — Міністерство — * 2018 — Бонус — начальник охорони
- 2018 — Інші — Гриньов
- 2018 — Діти — Ігор
- 2018 — Люби їх всіх — Анатолій
- 2019 — Холодні берега — Марк Воронцов, керівник компанії «Все своє»

### Вокал

#### Альбом «Сны Гулливера» (Тель-Авів) (2006 рік)
1. «Неудачная» (муз. та сл. К. Сафонов)
2. «Волк и Красная Шапочка» (муз. та сл. К. Сафонов)
3. «Грустная песня» (муз. К. Сафонов, сл. Михаил Либин)
4. «Солдатский вальс» (муз. та сл. К. Сафонов)
5. «Деревенский бумер» (муз. К. Сафонов, сл. Михаил Либин)
6. «Танго» (муз. та сл. К. Сафонов)
7. «Пуля» (муз. та сл. К. Сафонов)
8. «Фсё мима» (муз. та сл. К. Сафонов)
9. «Вперёд в прошлое» (муз. та сл. К. Сафонов)
10. «Фишка» (муз. та сл. К. Сафонов)
11. «Моя» (муз. та сл. К. Сафонов)
12. «Первая кровь» (муз. та сл. К. Сафонов)
13. «Планета обезьян» (муз. та сл. К. Сафонов)
14. «Стюардесса» (муз. та сл. К. Сафонов)
15. «Татары» (муз. та сл. К. Сафонов)
16. «Пампассы» (муз. та сл. К. Сафонов)
17. «Триблатныхнах» (муз. та сл. К. Сафонов)
18. «Джига» (муз. та сл. К. Сафонов)

#### Саундтрек до телесеріалу " Тетянин день " (2008 рік)
- «Две любви» (дует з Ганною Снаткіною) (муз. О. Воляндо. сл. Ю. Старостіна)[24]

### Участь у шоу
- 2007 — Хто хоче стати мільйонером?
- 2007 — Запрошує Борис Ноткін
- 2007 — Золотий грамофон
- 2008 — Тетянин день. Освідчення в коханні
- 2008 — Золотий пил
- 2008 — Пусть говорят
- 2008 — Король рингу 2
- 2010 — Кулінарний поєдинок
- 2010 — Сьогодні вранці на НТВ